# Мандат Уједињених нација
Мандат Уједињених нација се обично односи на дугорочне међународне мисије које је овластила Генерална скупштина Уједињених нација или Савет безбедности Уједињених нација. УН мандат обично подразумева мировне операције.
УН мандат мировних операција у блиској прошлости је био у Дарфуру, Еритреји и Либији.